# ATP Challenger Ann Arbor
Das ATP Challenger Ann Arbor (offizieller Name: Oracle Pro Series – Ann Arbor) war ein 2020 einmalig stattfindendes Tennisturnier in Ann Arbor, Michigan. Es war Teil der ATP Challenger Tour und wurde in der Halle auf Hartplatz ausgetragen.

## Liste der Sieger

### Einzel
| Jahr | Sieger        | Finalgegner         | Ergebnis      |
| ---- | ------------- | ------------------- | ------------- |
| 2020 | Ulises Blanch | Roberto Cid Subervi | 3:6, 6:4, 6:2 |

### Doppel
| Jahr | Sieger                            | Finalgegner                        | Ergebnis         |
| ---- | --------------------------------- | ---------------------------------- | ---------------- |
| 2020 | Robert Galloway Hans Hach Verdugo | Nicolás Barrientos Alejandro Gómez | 4:6, 6:4, [10:8] |